# Ashleigh Aston Moore
Ashleigh Aston Moore (Sunnyvale, California; 30 de septiembre de 1981-Richmond, Columbia Británica; 10 de diciembre de 2007) fue una actriz estadounidense.

## Carrera
Ashleigh inició su carrera actuando a la edad de cuatro años en comerciales para televisión. Luego de varias publicidades fue contratada para el doble papel de Alfa y Donna en la serie infantil The Odyssey en 1992. El show duró tres temporadas, terminando en 1994 con 39 episodios.
El papel más conocido de Moore fue en 1995, en la película de drama y comedia Amigas para siempre. En dicha película, ambientada en los años 70, encarna la versión más joven de Christina "Chrissy" Dewitt, que en su fase adulta es interpretado por la actriz Rita Wilson. La comedia contó con las actuaciones de Christina Ricci, Rosie O'Donnell, Melanie Griffith y Demi Moore.
Tiempo después, fue estrella invitada en programas de televisión populares como Madison, Northern Exposure, Strange Luck y Touched by an Angel.
Los últimos cuatro papeles de Moore en películas de 2007 fueron Hairspray, Fosse, Kogane No Yama y Juno.

## Fallecimiento
El 10 de diciembre de 2007, la actriz Ashleigh Aston Moore murió de un severo cuadro de neumonía y bronquitis en Richmond, Canadá. Investigaciones posteriores revelaron que en realidad se trató de una sobredosis de drogas, en las que estuvo sumida en los últimos años. Apenas tenía 26 años.

## Filmografía
- 2007: Juno (final film)
- 2007: Hairspray
- 1996: A Friend's Betrayal.
- 1996: The Grave.
- 1995  Gold Diggers: The Secret of Bear Mountain.
- 1995: Amigas para siempre.
- 1994: Beyond Obsession.
- 1994: Sin & Redemption.
- 1993: Family of Strangers.
- 1993: Liar Liar.[2]

## Televisión
- 1997: Touched by an Angel.
- 1996: Strange Luck.
- 1995: Northern Exposure.
- 1994-1995: Madison.
- 1992-1994: The Odyssey